# Amaurospiza
Amaurospiza és un gènere d'ocells antany considerats emberízids (Emberizidae) que més tard Sibley-Ahlquist situaren als fringíl·lids (Fringillidae). Últimament, en 2008, la AOU va ubicar aquest gènere a la família dels cardinàlids (Cardinalidae), mentre el IOC el classificà a la família Thraupidae. Viuen en àrees forestals de la zona neotropical.
S'alimenten de llavors i estan distribuïts al·lopàtricament i només mostren petites diferències en la coloració del plomatge i les mesures corporals. Són sexualment dimòrfics en plomatge: el mascle és blau pissarra mentre que la femella és marró. Afavoreixen els matolls de bambú on s'alimenten de brots i insectes.

## Taxonomia
Se n'han descrit 4 espècies:
- Amaurospiza moesta - menjagrà blau meridional.
- Amaurospiza carrizalensis - menjagrà blau de canyar.
- Amaurospiza aequatorialis - menjagrà blau de l'Equador.
- Amaurospiza concolor - menjagrà de Cabanis.